# A könnymutatványosok legendája
A könnymutatványosok legendája Darvasi László regénye.
A majdnem 600 oldalas regény az ország három részre szakadása és a Buda visszavétele közötti időben játszódik. A mű több szálon fut, amelyek időnként találkoznak, de nem integrálódnak egyetlen nagy egésszé. A regény apróbb történetelemekből épül fel, sokszor az az érzésünk, hogy novellaciklust olvasunk. A regénynek nincs főszereplője, a szereplőket nem lehet sem morális szempontból csoportosítani (nincsenek jók és rosszak), és nemzeti hovatartozás szempontjából is nagy tarkaságot mutatnak (vannak köztük magyarok, zsidók, törökök stb.).

## Fontosabb szereplők, cselekményszálak
- Pilinger Ferenc, a kuruc vitéz, aki csodálatos módon kasztrálódik egy bevetés során. Általában mélabú gyötri a regény folyamán.
- Pep Velemir, a törpe. Normális, egészséges gyereknek születik, Jancsó Farkas néven Debrecenben. Az apja Jancsó András hentes. Jancsó Farkas nyolcéves korában felmászik egy titokzatos fára, ami a magyar néphit világfájára emlékeztet. Amikor lezuhan, a teste torzulni kezd, a hátán púp nő, arca és teste megáll a növésben, miközben egy öregemberhez válik hasonlatossá. A hangja olyannyira ijesztő, hogy a későbbiekben néhány kivételes esettől eltekintve nem is áll szóba vele senki. Pep Velemir bebarangolja egész Kelet-Európát. Sopronban Kamuti Leopold megbízza, hogy derítse ki, van-e Pozsonyban pestisjárvány. Pep Velemirt Pozsonyban az őrjárat elfogja, és a pestises halottakkal teli pincébe vetik, ahonnan a könnymutatványosok mentik meg. Később Bulgáriában gyomorbetegséget kap, és eljut Felhőfalvára is.  Legfontosabb képessége, hogy húsdarabokkal tud zsonglőrködni.Egyszer aztán a feldobott húsokból egy eleven, de lélek nélküli, gyönyörű lány hullik le.
- Jozef Bezdán, a „világkém”. Különös képességei vannak, pl. képes a mézet „beszéltetni”, vagyis a mézben látomásként megfigyelni az elmúlt és eljövendő eseményeket. A regény során egyetlenegy alkalommal szólal meg, egyébként soha nem beszél, csak ránéz a partnerére, és az mondja ki helyette a gondolatait. Képes a mások fejébe álmokat csempészni, illetve mások gondolatait és egyéb lelki tartalmait ellopni. Achmet pasával úgy végez, hogy ellopja a török helytartó fejfájását, majd megsokszorozva visszaadja neki. Jozef Bezdán a hajszálaiban őriz különböző dolgokat, pl. gondolatokat, tárgyakat. A regény vége felé a kém fejéből kinő Mohamed hajszála, amely a szomorúság titkát őrzi. Jozef Bezdánt Abdurrahmann, a budai helytartó bízza meg azzal, hogy derítse ki, kik a könnymutatványosok.
- Diamont, szerb eredetű rabnő Achmet pasa tulajdonában. Jozef Bezdán szerelme, aki Buda 1868-as ostromában a kém karjaiban hal meg. Amikor Diamont kileheli a lelkét, Jozef Bezdán egy könnycseppet hullat, amely egyesül a lány lelkével, és ezt a könnycseppet aztán Jozef Bezdán visszadobja a saját tekintetébe.
- David Mendelson, zsidó posztókereskedő. Csodálatos hatalma van a nők fölött, nem igazán tiszteli a szigorú zsidó törvényeket. Ha megtetszik neki egy férjes asszony, akkor általában különböző furfangokat alkalmaz, hogy kijátssza az asszonyok férjeit (a regény két ilyen esetet mesél el, amikor Davis Mendelson Levi Mos, a hentes, illetve Joshua Rabimek hitvesét csábítja el).
- Arnót Ignác fafaragó. Arnót nagyon jó mesterember, de hajlamos a mélabúra, a szomorkodásra. Sopronban kifarag egy ördögöt, azzal a céllal, hogy így konkrét formában megjelenítse és elpusztítsa a gonoszt, aki a világban uralkodik. Az ördög azonban életre kel, és megszökik Arnóttól. Ez azonban nem rossz, hanem nagyon békés ördög, aki még sokáig fel-feltűnik Sopronban, de nem teszi semmi rosszat, és mivel Arnót nem faragott neki szájat, nem tud beszélni.
- Kamilla, a könnymutatványosok és a boszorkány Szélkiáltó Borbála közös gyermeke, akit Arnót Ignác nevel fel a feleségével. Kamilla nem szép lány, viszont ellenállhatatlan kamillaillatot áraszt, ami pótolja fizikai vonzerejét. A lányt Ibrahim Galaburdi megerőszakolja, amiért a könnymutatványosok elégetik.
- Diótörő Irina (Spragator de Nuci) / Rudica. Diótörő Irina román mutatványoslány, aki bármit képes összeroppantani a nemi szervével. Mivel a faluját elpusztítják, az emberek pedig kiközösítik, saját maga vet véget az életének. Később újraszületik Rudica néven. Rudicában ugyanaz a lélek van, mint Irinában, de egyébként egészen más személyiség.
- Angelo, aki a regény elején a törökök foglya. A könnymutatványosok szabadítják ki. Báró Absolon Demeter udvarában Pilinger Ferenc nevelője lesz. Később a tündérek az erdőben őt is tündérré változtatják, később a könnymutatványosok visszaváltoztatják. Idős kora ellenére egy csapat prostituálthoz csapódik, és az ő királyuk lesz.
- Iszmail aga, tatár vezér, Bahaj nagyúr fia. Apja nyomait keresi, akinek kutyafeje volt, és aki elveszett Magyarországon. A könnymutatványosoktól végül megkapja apja kutyakoponyáját, aztán mindig azzal a kezében látni. Szenvedélye, hogy emberi testrészeket gyűjt, és egy mézzel teli ládában tartja. A ládát egy mágus elvarázsolta, hogy soha ne romoljon meg benne a hús. Ezt a ládát viszi el tőle Pep Velemir, és ezekből a testrészekből varázsol össze egy gyönyörű lányt.
- Della, a szépséges leányzó, aki a Pep Velemir által feldobált húsokból áll össze. Nincs lelke, nem érez fájdalmat, sem örömöt. Egy ideig Pep Velemirrel járkál Buda ostrománál, de láthatóan teljesen érzékelten a törpe iránt. Egy hatalmas robbanásban tűnik el.
- Jánossy György kapitány, Pilinger Ferenc kapitánya. Háromszor kerül extrém módon kapcsolatba az emberi anyagcsere végtermékével. Egyszer Bahaj nagyúr székel az arcára, egyszer egy felrobbant gránát repíti a fejére az ürüléket, egyszer pedig eső formájában hullik rá a széklet.
- Luigi Escapolo Firabolla, velencei törpegondolás. Az anyja prostituált, aki csecsemőkorában a vízbe dobta. Megépíti a világ egyetlen törpegondoláját, de nincs egyetlen utasa sem, míg el nem hívják Budára, ahol Pep Velemir haldoklik. Pep Velemirt ő szállítja Velencébe meghalni.

## Jellemzők
- A regény jellemzője a baljós, szorongató, lázálomszerű atmoszféra, a véres, erőszakos események nagy száma.
- A regény egyik fő erénye a csodás elemek nagy mennyisége, a varázslatoknak és az irracionális eseményeknek a kifogyhatatlan bősége. Hans Robert Jauss egy tanulmányában az „irracionalitás enciklopédiájának” nevezte a Száz év magányt, ez elmondható erről a regényről is. A dolgok nem engedelmeskednek a fizikai törvényszerűségeknek: Jozef Bezdán egy alkalommal pl. egy olyan követ helyez vetélytársa mellkasára, ami annak minden szívdobbanásától nő egy kicsit. Az élet és a halál közötti határvonal sem abszolút egyértelmű, Brazina, a kém pl. képes meghalni és feltámadni, ahogy éppen akarja.
- A regény meghatározója a kidolgozott, erősen metaforizált nyelv, pl.: „Az  egyik pimaszul magasra csapó lángnyelv az istenen is nyomot hagy, igaz, éppen csak akkorát, mint egy holtan született gyerekember szembogara.” „Fájdalmas jajgatásukból jégcsapok lesznek az órán.”
- Az az irracionalitás, ami a történetekre jellemző, mondatszinten is jelentkezik: a mondat második fele gyakran megkérdőjelezi vagy visszavonja az első felében állítottakat. Ilyen pl.: „A csodák mindig máshogyan érkeznek, mint ahogy az ember várná őket. Az az igazság, hogy néha el is késnek, és erre nincs értelmes magyarázat.” Vagyis a mondat azt állítja, hogy magukra a csodákra van értelmes magyarázat, vagyis a csodák észszerűek, ez viszont éppen a csoda lényegének mond ellent.
- A regény nyelvére az emelkedett, patetikus, máshol kifinomult nyelvhasználat és a visszataszító témák, trágár szavak együttes alkalmazása is jellemző. „Harákolva ballag a ház felé, torkának keserű váladékát kiköpi. Szép és pontos köpés, íve nem lehetne szabályosabb.”
- A mondatok gyakran egy-egy kisebb anekdotává alakulnak, kisebb történetek embrióivá válnak, pl.: „A kapitány úgy rajong a fiatal fejedelemért, hogy egyszer, legalábbis úgy beszélik, a kardjával szabdalt darabokra egy ügyetlen felhőt, ami árnyékot merészelt vonni a homlokára.”